# Prawdzic (herb szlachecki)
Prawdzic (Prawodar, Prawda, Lew z Muru) – polski herb szlachecki.

## Opis herbu
W polu niebieskim mur blankowany z czerwonej cegły, spoza którego pół lwa złotego, język i oręż czerwone, dzierżącego złotą obręcz – („prawdę”).
Według K. Niesieckiego lew żółty powinien być w lewą tarczy obrócony, w przednich łapach trzyma koło żelazne (albo Prawdę).
W klejnocie powtórzony jest motyw takiegoż lwa z obręczą, którego połowa wyłania się spoza korony wieńczącej hełm.
Niektóre dawne przedstawienia herbu pomijają obręcz dzierżoną przez lwa. Herbarz Geldrii przedstawia złotego lwa wbrew regule alternacji w srebrnym polu. Również odmiennie przedstawia klejnot, ukazując w nim lwa wyskakującego z blankowanej wieży barwy czerwonej. Podobnie przedstawia klejnot herbu Armorial Bellenville z ok. 1380 r..
Labry zdobiące herb są czerwono-błękitne podbite złotem.

## Najwcześniejsze wzmianki
Przedstawiony w Roli Marszałkowskiej z 1461 i Herbarzu Geldrii z końca XIV w. Wzmiankowany w zapiskach sądowych od 1407.
Spotykany w Wielkopolsce, na Mazowszu, na Litwie (od 1413); najstarsza pieczęć Stanisława Sówki z Gulczewa biskupa płockiego z 1372.

## Etymologia zawołania
Nazwa herbu wywodzi się najprawdopodobniej od staropolskiego słowa „prawda” oznaczającego okrągłą podstawkę pod misy, kładzioną w czasie posiłku na stół (niem. Schusselring). Taką definicję podaje Aleksander Brückner w swej „Encyklopedii staropolskiej”, zatem koło żelazne trzymane w łapach przez lwa to właśnie „prawda”. W tym świetle mylną wydaje się być teoria, że słowo „prawda” oznaczało lustro lub zwierciadło. Takie (mylne) określenie słowa „prawda” znajdziemy w opisie herbu miasta Zduńska Wola na oficjalnej stronie tamtejszego Urzędu Miasta.

## Legenda herbowa
Początek tego herbu pospolicie nasi autorowie zasięgają od Androda rodem z Dacyj; ten u pana przyostrzejszego służąc, ciężko od niego i nieraz zbity, chcąc się od nieludzkiej człowieka owego pasyi salwować, na głęboką w Afryce pustynię schronił się. Tam dla zbyt dogorywającego sobie upału do jaskini się przytuliwszy, w krótkim czasie widzi lwa powracającego do tejże jamy jako do swego łożyska. Włosy od bojaźni na głowie Androdowi wstawały, ale nad swoje mniemanie łaskawszym go doznał, bo lew młodziana postrzegłszy, łasząc mu się grzywą i ogonem, zdał mu się prosić, żeby mu nogę od ostrego skłutą ciernia uwolnił… wyrwał ostrożnie ciernisko Androd, ropę wycisnął, oczyścił ranę i zawiązał; czego wdzięcznym chcąc się pokazać owa bestyja… pojmaną zwierzyną wpół się ze swoim lekarzem dzieliła.
Trzy lata tak karmił swego dobrodzieja lew, aż też Androd… wyszedł z pustyni, błąkając się po świecie, od pana swego, prokonsula afrykańskiego, od którego był wyszedł, poznany, do Rzymu był odesłany, tam na amfiteatrum w oczach całego miasta na igrzyska z bestyjami wystawiony… Pierwszy na scenę spuszczony lew, tenże sam, z którym się w afrykańskiej pustyni chował Androdus… poznał swego lekarza… i jako dobroczyńcy swemu łasząc się do nóg słał, nogi lizał… Patrzał na to Rzym i nie mogąc pojąć… czarnoksięstwu to przypisał; przetoż drugą jadowitą bestyję, rysia, na niego spuszcza, co postrzegłszy lew… skoczył do rysia i prędko rozszarpał. … Androd… nie tylko życiem darowany, ale w fortunę opatrzony, w herbie lwa zażywać począł…
Gdy jeden z potomków Androda, mąż wojenny z familii Meninów, w Hetruryi pojął wielkiej fortuny dziedziczkę, która się murem czerwonym pieczętowała, herb swój… tak ułożył, że do muru czerwonego lwa swego przydał. Nad Renem… osiedli z tego domu, gdzie i po dziś dzień hrabiowie de Dinheim lwa z muru zażywają, z których jeden za Bolesława Krzywoustego… w Polszcze osiadł… Jędrzej Dinheim nazwiskiem… zaślubił sobie Jana Prawdy, sędziego ziemskiego gostyńskiego, hrabi na Szczawinie i Trąbkach, jedynaczkę… herb żony swojej Prawdę albo koło żelazne ojczystemu swemu lwu w łapy włożył…

Prawdzic herb szlachecki według K. Niesieckiego
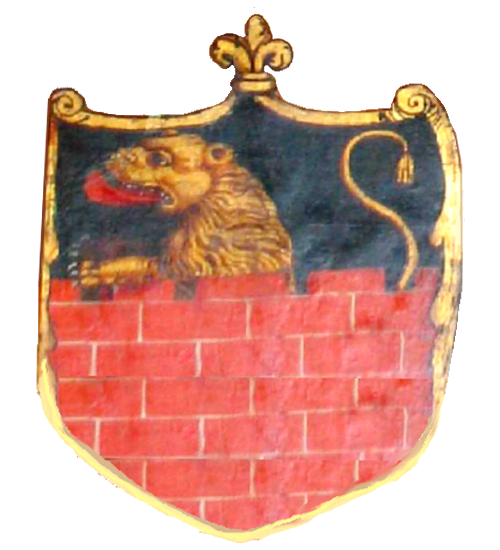
Zabytkowa rycina herbu Prawdzic
Tarcza herbu Prawdzic według Herbarza Geldrii
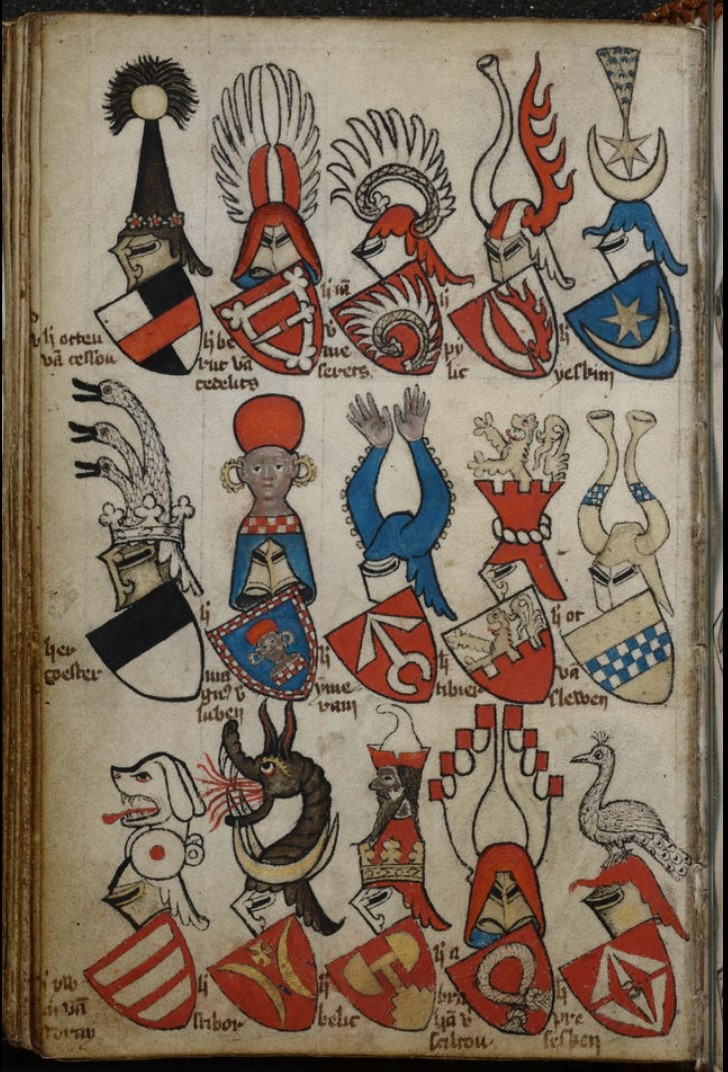
Prawdzic (drugi z prawej, środkowy rząd) na karcie 53v Herbarza Geldrii

PRAWDZICE… Ród ten… z Nadrenii przybywszy, połączył się z domem polskim, który zwał się Prawda, w jedną rodzinę; w nim mężowie skłonni do zuchwalstwa

## Herbowni
Najpełniejszą listę herbownych stworzył Tadeusz Gajl w Herbarzu polskim od średniowiecza do XX wieku z 2007 roku. Lista zawiera 533 nazwiska:
Araszewski, Archimowicz, Arcimowicz, Arciszewski, Babowski, Bałwanowicz, Baranowski, Bączalski, Bentkowski, Bereza, Berezecki, Bernatowicz, Beski, Bętkowski, Biedkowski, Biedunkowicz, Biegański, Bielski, Bietkowski, Bobowski, Bogacki, Borakowski, Borysowski, Borzyszkowski, Bratkowski, Bratoszewski, Brochocki, Brochowski, Brodziński, Brudziński, Brudzyński, Brzeski, Buchałło, Buchałłowicz, Bugajło, Bujaczewski, Bujakowski, Bukraba, Bułakowski, Byczkowski, Cebulski, Chotomski, Chrul, Chrulewicz, Chrybski, Chrzanowski, Chrzypski, Cibulski, Cichorowski, Cichrowski, Cidzik, Ciemiewski, Ciemniewski, Ciemnołęski, Ciemnołoński, Cybiński, Cybulka, Cybulski, Cychrowski, Cydzik, Cydzikowski, Czebnowski, Czeczocki, Czeczot, Czeczotek, Czeczotka, Czeczott, Czempkowski, Czempowski, Czychrowski, Ćwikliński, Dankiewicz, Dańkiewicz, Daszkiewicz, Daszkowicz, Dąbski, Deński, Dębołęcki, Dębski, Dinheim, Dobrowolski, Domiechowski, Domiediowski, Dominikowski, Druszkiewicz, Dukalski, Duranowski, Działowski, Dzwonkowski, Dzwonowski, Filipowicz, Gajewski, Gałęski, Gałęzki, Garlicki, Gawarzewski, Gaworzewski, Gedejt, Gidziński, Giebułtowski, Giedziński, Giełbutowski, Giełdanowski, Głębatowski, Gockowski, Goczałkowski, Goćkowski, Golczewski, Golemberski, Golemiński, Golimiński, Goliński, Gołemberski, Gołembiewski, Gołembiowski, Gołębiowski, Gołymiński, Gołyński, Gorazdowski, Gorowski, Gorzuchowski, Gosczewski, Gosk, Gostomski, Goszczewski, Goszsczewski, Gościchowski, Gotanowski, Gotomski, Gowarczewski, Gowarzewski, Gowaszewski, Gozdzichowski, Gólczewski, Górowski, Grabiński, Grabowiecki, Gradomski, Gradowski, Grecki, Grek, Grekowicz, Grekowski, Grodzanowski, Gromnicki, Grudowski, Gruja, Grzymułtowski, Gulcz, Gulczewski, Gulczyński, Gurowski, Gurski, Guzelf, Gyl, Gył, Gyłowski, Hejman, Hładki,  Hownowski, Hunnowski, Hunowski, Huryn, Imieniński, Izbicki, Izbiecki, Izbiński, Iżycki, Jabłonowski, Jaraczewski, Jaraczowski, Jarosław, Jedynak, Jocewicz, Jodcewicz, Juszkiewicz, Kaliciński, Kamiński, Kargoszyński, Karłowski, Kaski, Kasperowicz, Kaszewski, Kenstoszowski, Kęskowski, Kierszański, Kinicki, Kinierski, Kiniorski, Kirsz, Kirsza, Kirzyński, Kłodzieński, Kłodziński, Kmaczoła, Kobelski, Kobylnicki, Kochanowski, Kochański, Kochlewski, Kochlowski, Kojadzki, Kokeli, Kokorski, Koniuszewski, Konojacki, Konojadzki, Konsiadzki, Kornacki, Koruszyński, Kosacki, Kossacki, Kostro, Kostrowicki, Kostrowiecki, Koszelewski, Kozerski, Kozyrski, Kraśnik, Kreśnik, Krupowicz, Kruszeński, Kruszewski, Kruszyński, Kryski, Kryszka, Krzeczkowski, Krzyżewicz, Kucharski, Kukalski, Kukiewicz, Kukleński, Kuklinowski, Kukliński, Kurowski, Kurski, Kuszelewski, Kwaczała, Lang, Lank, Lantosz, Lasciewski, Laszewski, Laściewski, Latalski, Ląszewski, Leskowski, Leszczewski, Leszczkowski, Leszczyński, Leszkowski, Lewandowski, Lewicki, Lewiński, Liszkowski, Lobeski, Luka, Luko, Lukocki, Lutecki, Lutocki, Lutomski, Łabiszyński, Łahiszewski, Łahiszyński, Łajszewski, Łakoszyński, Łakowicz, Łantosz, Łantowski, Łaszcz, Łaszczewski, Łaszewski, Łayszczewski, Łazarski, Łazęcki, Łaźniewski, Łaźniowski, Łażniewski, Łąszewski, Łękowski, Łoniewski, Łoszczewski, Łukomski, Łuniewski, Łuszczewski, Łysowski, Macieszewski, Mackiewicz, Makosiej, Makowski, Mańkowski, Marczewski, Mąkorski, Meciszewski, Męciszewski, Mękarski, Mękarzewski, Micewski, Micowski, Miczowski, Miekowski, Mienicki, Miennicki, Miężyński, Miłodroski, Miłodrowski, Misiewski, Mlekicki, Młocki, Modlski, Molski, Mołocki, Mołodzki, Mukański, Mycielski, Mycowski, Narolski, Nasielski, Neledewski, Nieborowski, Nieborski, Niedoborowski, Nieledewski, Nieledowski, Niemierza, Niemiński, Niewiarowicz, Niewierowicz, Niszczycki, Niszycki, Norejko, Noreyko, Nosalski, Nosielski, Nosilski, Obalkowski, Obałkowski, Obelkowski, Obodyński, Obrociwor, Obrowiecki, Obuchowicz, Olęcki, Olędzki, Olęski, Olszewski, Omulecki, Oryszowski, Osiecki, Ośnicki, Ożegalski, Ożygalski, Ożygałko, Pakosławski, Pakosz, Palucki, Pałucki, Parczewski, Paris, Partein, Parten, Parys, Paszkiewicz, Patek, Pawlucy, Petelczyc, Piątkowski, Piwo, Piwoni, Piwonia, Piwoński, Płocki, Poczernicki, Poczyrnicki, Podczernicki, Policki, Połyński, Porucki, Porycki, Posienicki, Posieniecki, Potelczyc, Pożarski, Prawda, Prawdzikowski, Prawosudowicz, Proniewicz, Pruski, Przyborowski, Przytulski, Puiss, Raciborzyński, Radocki, Radzanowski, Rauschke, Rokitnicki, Romanowski, Romecki, Romocki, Ronczewski, Rubczyński, Rudczenko, Rudzki, Ruszkowski, Rutski, Rybiński, Rymaszewski, Rynarzewski, Sadłucki, Sankiewicz, Sarbiewski, Sarnacki, Sawczenko, Sczawiński, Sedlnicki, Seńkowski, Sewerynowicz, Sękowski, Siciński, Siedlnicki, Sieńkowski, Sierakowski, Sierpski, Słabosz, Sługocki, Smarzewski, Smarzowski, Smarżewski, Smitkowski, Smitrowski, Sokołowski, Sołłohub, Sowiński, Sowka, Stachira, Staroszkiewicz, Staruszkiewicz, Stepankowski, Storynowicz, Stroszewski, Stróżewski, Stróżowski, Strzałkowski, Strzegowski, Strzemielecki, Strzemilecki, Suczka, Sulikowski, Szakowski, Szamota, Szawiński, Szczałkowski, Szczawiński, Szczepkowski, Szedziński, Szejbak, Szejbakowski, Szopicki, Szuba, Szubski, Szukiewicz, Szybakowski, Szydziński, Szymakowski, Szymkiewicz, Śmijakowski, Śmijkowski, Śmitkowski, Talkowski, Tarzecki, Tarzycki, Tchorzewski, Tchórzewski, Tchórzowski, Thuille, Tomisławski, Trabski, Trapszo, Trąbski, Trąmbski, Tuczampski, Tuczapski, Warmuntowicz, Wichrowski, Wierzbiński, Wierzbowski, Wilski, Winbiński, Wistosławski, Wiszczycki, Witosławski, Wituszyński, Włodek, Wodyński, Wojszyński, Wolański, Wolkochowski, Wolski, Wołczek, Wołkochowski, Woźniakowski, Wożniakowski, Wrzedziński, Wszelaczyński, Wysocki, Wyszomierski, Zabicki, Zabroziński, Zajączkowski, Zaleski, Zaremba, Zaręba, Zarębski, Zassański, Zawadzki, Zawalczyk-Cydzik, Ząb, Zdzieniecki, Zieleński, Zieliński, Zubczewski, Zubienko, Zubowski, Zuchowicz, Złotnicki, Zygmuntowicz, Zygmuntowski, Żabicki, Żeleński, Żmichowski, Żochowski, Żuromiński, Żyrliński, Żysznowski.
Występujące tutaj nazwisko Arcimowicz zostało prawdopodobnie błędnie przypisane do herbu Prawdzic w czasie legitymacji szlachectwa w Cesarstwie Rosyjskim. Według Uruskiego przedstawiciele tej rodziny wylegitymowali się z Prawdzicem i zostali zapisani do ksiąg szlachty guberni białostockiej, pomimo że ich bliscy krewni używali Śreniawy. Z rodziny tej wywodził się Wiktor, tajny radca i senator rosyjski 1865 r., przez kilka lat wiceprezes Rady Stanu w Królestwie.

## Znani herbowni
- Krzysztof Arciszewski (1592–1656) – generał artylerii koronnej, admirał sił morskich holenderskich w Brazylii
- Stanisław Franciszek Biegański (1649 lub 1650–1709) – polski duchowny rzymskokatolicki, franciszkanin konwentualny, biskup bakowski i proboszcz w Ostrogu nad Horyniem (diecezja łucka).
- Adam Brochowski – kasztelan sochaczewski
- Adam Brzeski (zm. 1657) – podstarosta piński w latach 1646–1649, stolnik piński w latach 1646–1657
- Józef Chełmoński (1849–1914) – polski malarz
- Napoleon Cybulski (1854–1919) – fizjolog, odkrywca adrenaliny
- Zygmunt Działowski (1843–1878) – polski ziemianin, polityk i archeolog
- Zygmunt Gorazdowski (1845–1920) – ksiądz, święty Kościoła Katolickiego
- Tadeusz Gromnicki (1851–1939) – ksiądz kanonik, doktor filozofii, profesor teologii, historyk kościoła i prawa kanonicznego, rektor Uniwersytetu Jagiellońskiego w latach 1902–1903
- Andrzej Kuklinowski herbu Prawdzic – rotmistrz jazdy pancernej
- Jan Latalski (1463–1540) – arcybiskup gnieźnieński, prymas Polski i Litwy
- Samuel Łaszcz – strażnik wielki koronny, znany warchoł i zagończyk XVII wieku
- Jan Parys – polityk, socjolog i publicysta, były minister obrony narodowej w rządzie Jana Olszewskiego
- Antoni Patek – polski zegarmistrz, założyciel firmy Patek Philippe (pierwszej firmy na świecie produkującej masowo zegarki kieszonkowe), powstaniec listopadowy odznaczony Złotym Krzyżem Orderu Virtuti Militari
- Jan Michał Sołłohub – wojewoda brzeskolitewski (1746–1748), podskarbi wielki litewski (1731–1746)
- Józef Antoni Sołłohub – wojewoda witebski (1752–1781), kasztelan witebski (1748–1752), kasztelan żmudzki (1742–1748)
- Kazimierz Stronczyński (1809–1896) – senator Królestwa Polskiego, historyk, specjalista sfragistyki i numizmatyki oraz autor wielotomowego opisu zabytków Polski
- Tadeusz Thullie (1741–1843) – ostatni sekretarz Stanisława Augusta Poniatowskiego

## Symbolika terytorialna

Błędny herb podwójny Zduńskiej Woli
Herb Nasielska
Herb Kietrza
Herb Łaszczowa
Herb Józefowa nad Wisłą
Herb Działoszyc
Herb Tarnowa Podgórnego
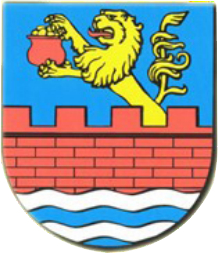
Herb Skrwilna
Herb Radzanowa
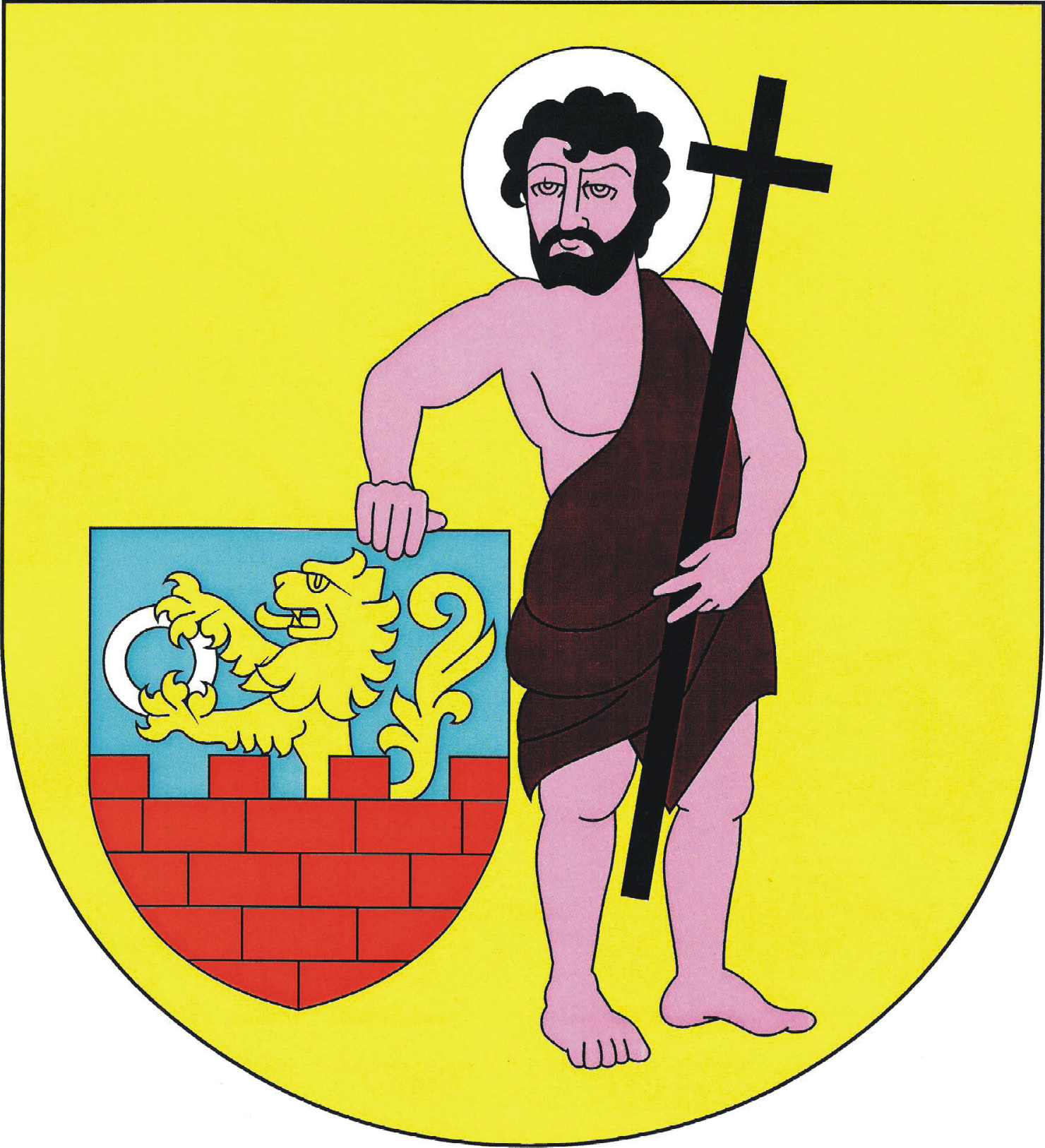
Herb Ulhówka
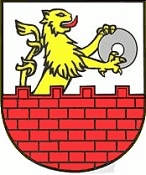
Herb Parysowa
Herb Żabiej Woli
Herb Szczutowa
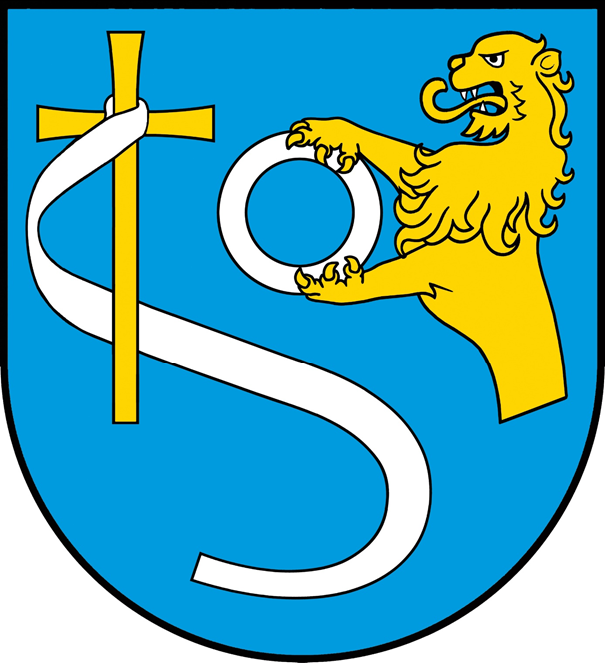
Herb Gołymina-Ośrodka
Herb Nowego Dworu
Herb Szczawina Kościelnego
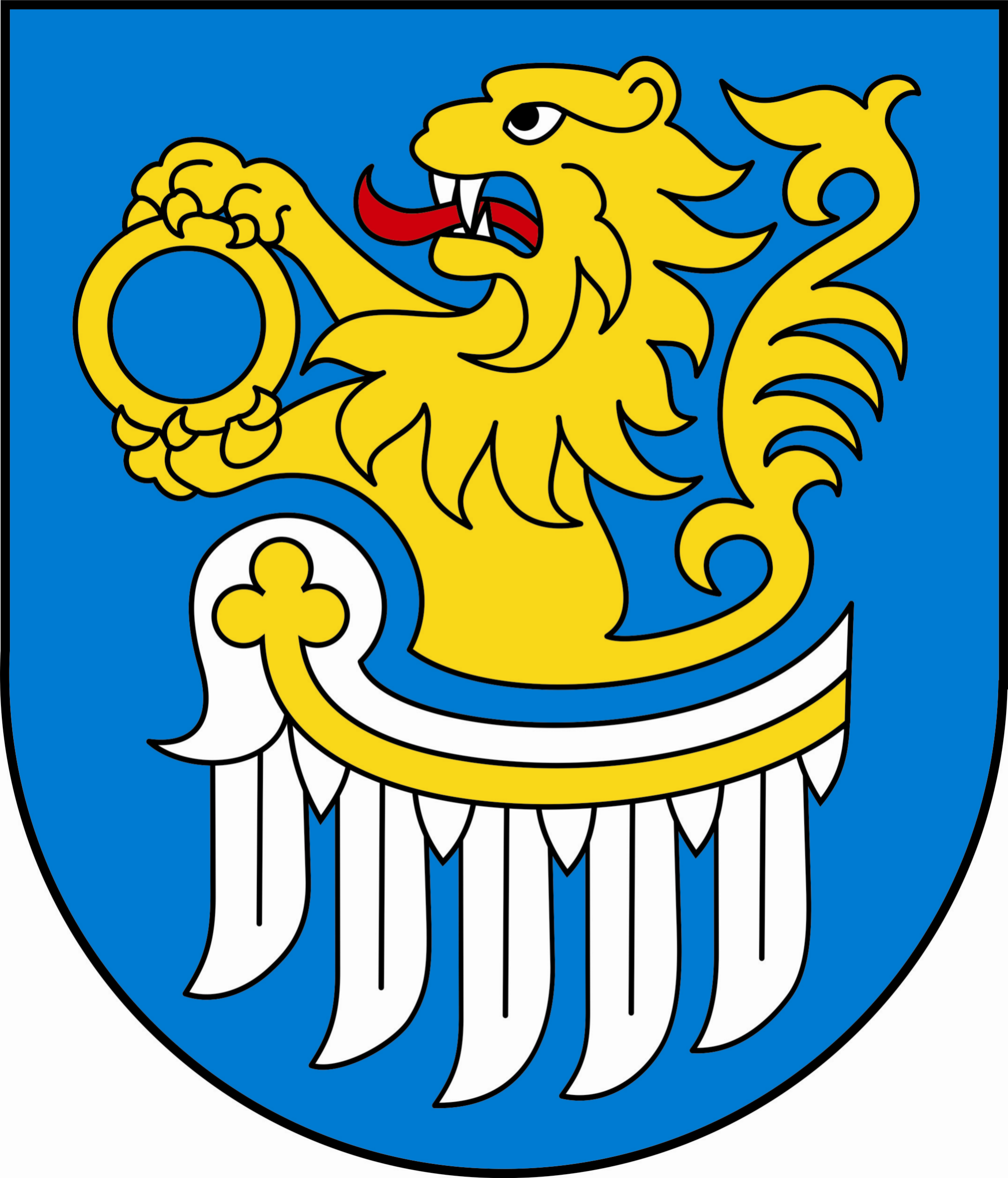
Herb Bulkowa
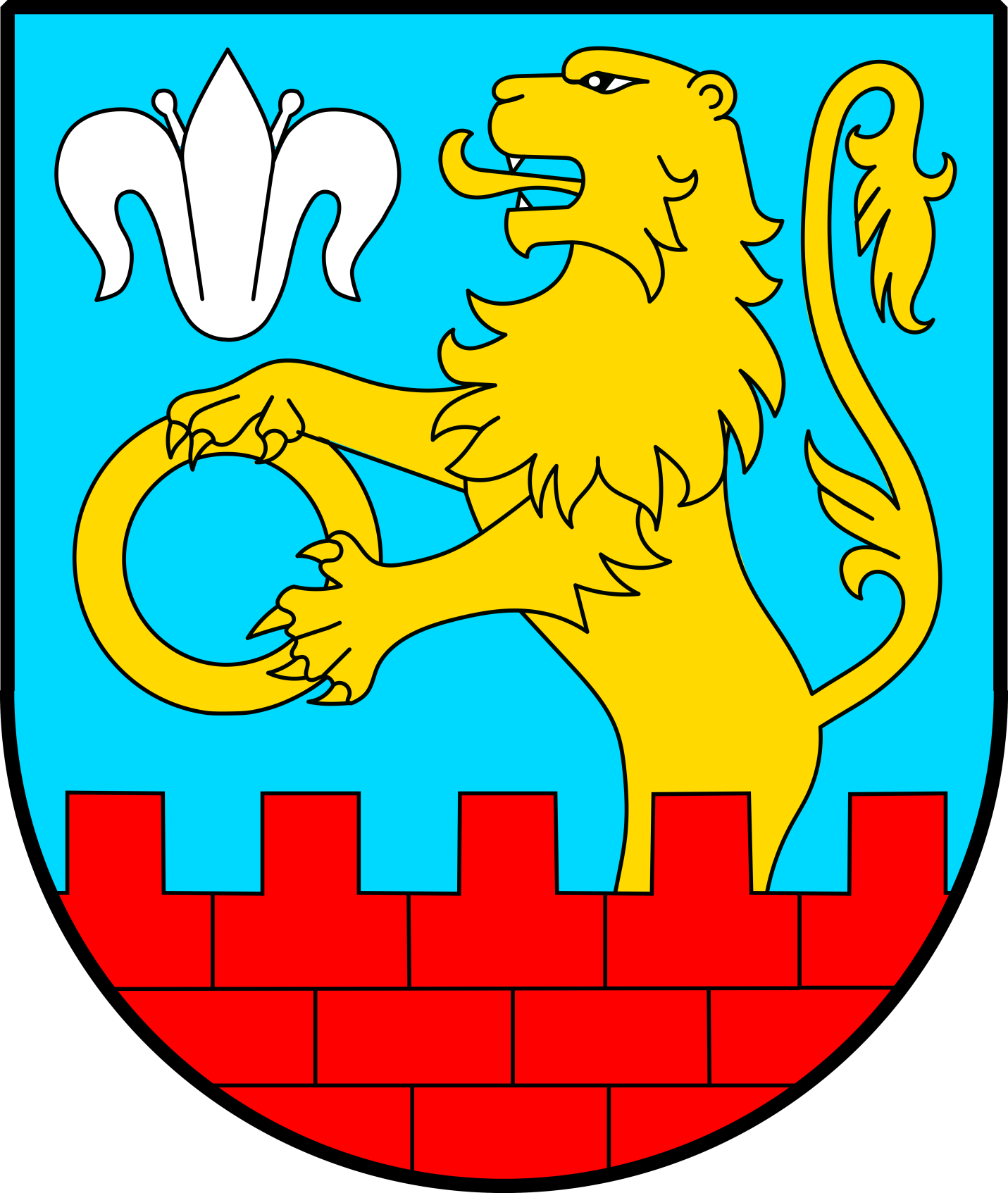
Herb gminy Kutno
Herb gminy Przasnysz
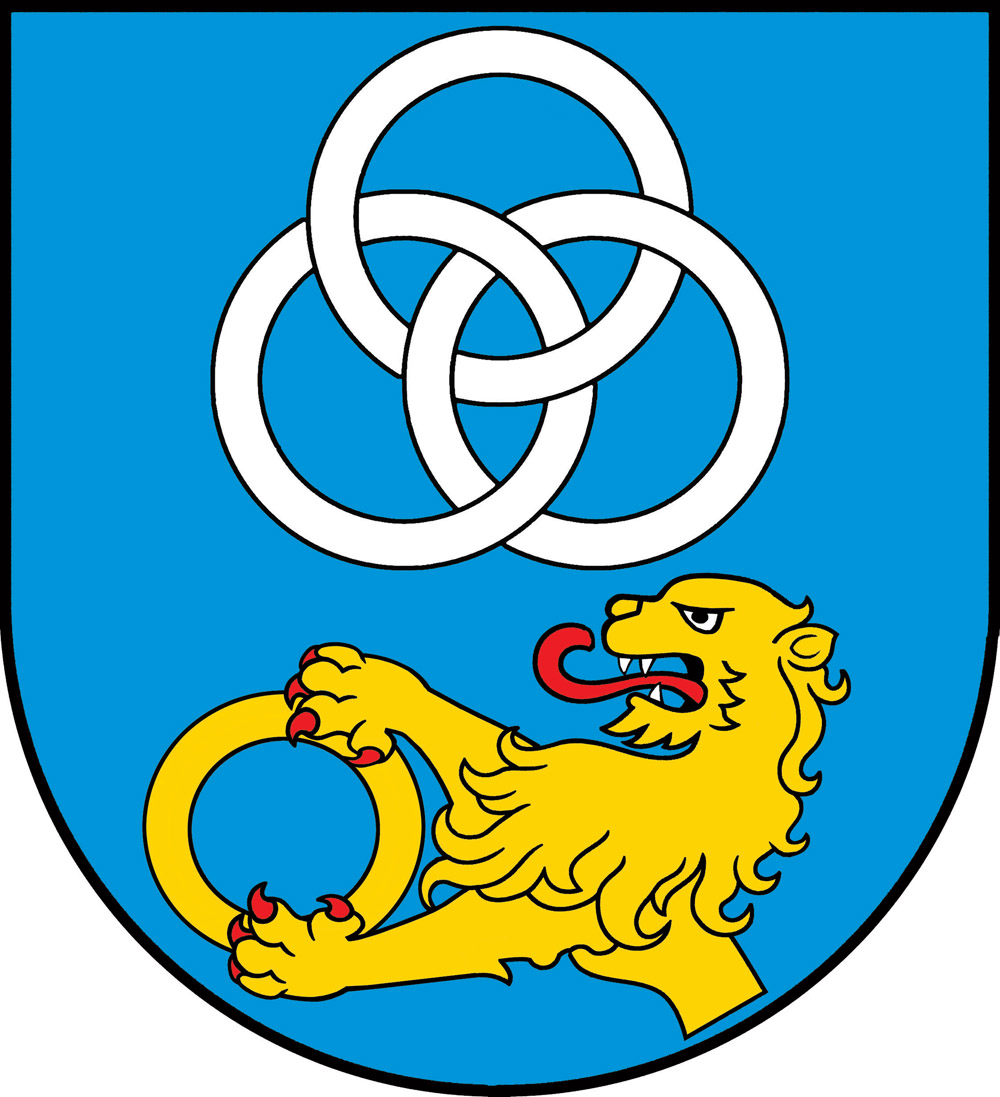
Herb gminy Trzeszczany
Herb Białołęki
Herb Werenowa (Białoruś)
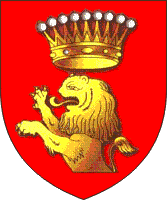
Herb Iwieńca (Białoruś)
Dawny herb Bolechowa (Ukraina)
Herb Wojniłowa (Ukraina)
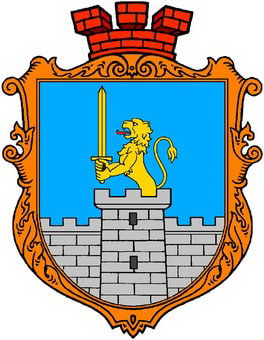
Herb Budzanowa (Ukraina)